# 袋猫属
袋貓屬是屬於袋貂科的有袋類動物，樹棲，晝行性，屬下兩種動物分別生活在馬來群島東部蘇拉威西島和塔勞群島上熱帶雨林的林冠，現時生物學家對這兩種動物所知甚少。

## 分類
下分兩種：
- 塔勞袋貓 Ailurops melanotis
- 蘇島袋貓 Ailurops ursinus